# شهرستان کینگ‌فیشر (اکلاهما)
شهرستان کینگ‌فیشر، اکلاهما (به انگلیسی: Kingfisher County, Oklahoma) شهرستانی در ایالات متحده آمریکا است که در اکلاهما واقع شده‌است.

## خصوصیات
شهرستان کینگ‌فیشر ۲٬۳۴۶ کیلومترمربع مساحت دارد.